# Colydium filiforme
Colydium filiforme là một loài bọ cánh cứng trong họ Zopheridae. Loài này được Fabricius miêu tả khoa học năm 1792.